# Wildenfels
Wildenfels – miasto w Niemczech, w kraju związkowym Saksonia, w okręgu administracyjnym Chemnitz, w powiecie Zwickau. W 2009 miasto liczyło 3 911 mieszkańców.